# Krążowniki lekkie typu Omaha

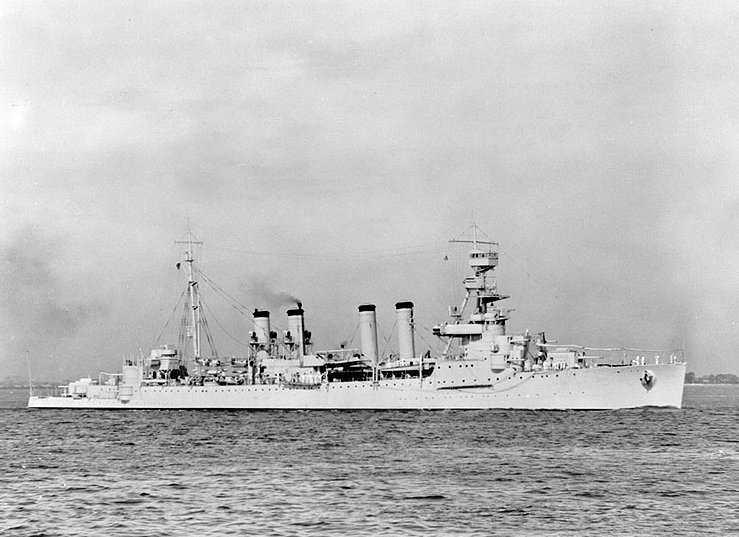
USS „Milwaukee” w 1943 roku

Krążowniki typu Omaha – krążowniki lekkie floty amerykańskiej podczas II wojny światowej. Weszły do służby w latach 1923–1925. Zbudowano razem 10 okrętów typu. Wszystkie przetrwały wojnę i zostały wycofane ze służby tuż po jej zakończeniu. W latach 1944–1949 jeden okręt (USS „Milwaukee”) został wypożyczony ZSRR, gdzie służył pod nazwą „Murmańsk”.
Zaprojektowane podczas I wojny światowej do roli krążowników rozpoznawczych, miały wysoką prędkość (35 węzłów) by móc współpracować z niszczycielami. Marynarka wymagała od okrętów dużej siły ognia do przodu i do tyłu, co doprowadziło do dosyć nietypowego rozmieszczenia 12 dział 152 mm artylerii głównej. Cztery działa umieszczono w podwójnych wieżach na dziobie i rufie, a pozostałe osiem dział w kazamatach, po cztery na dziobie i rufie. Dzięki temu sześć dział mogło prowadzić ogień do przodu, a pozostałe sześć do tyłu. W praktyce jednak niższe kazamaty na niespokojnym morzu były zalewane wodą i nie można było prowadzić z nich ognia. W latach 1928–1929 zredukowano liczbę dział 152 mm do 10, usuwając dwie kazamaty.
W momencie wybuchu wojny okręty były już przestarzałe. Marynarka amerykańska unikała używania ich w pierwszej linii. Okręty otrzymały pewne modyfikacje podczas wojny, lecz we wrześniu 1944 roku wstrzymano dalsze ulepszenia, uważając okręty za zbyt stare. W ramach tych zmian dodawano stopniowo uzbrojenie przeciwlotnicze. Docelowo uzbrojenie miało składać się z 10 dział 152 mm, 6 dział 76 mm, 6 działek 40 mm i 12 działek 20 mm. W praktyce plan ten nie został wykonany i pod koniec wojny wiele okrętów typu miało swój własny, unikatowy układ uzbrojenia (na USS „Detroit” zredukowano nawet liczbę dział 152 mm do 8).

## Dalsza literatura
- Wojciech Holicki: Staromodna dziesiątka. Krążowniki lekkie typu Omaha, "Morze, Statki i Okręty" nr 7-8/2009, s. 46.
- Zvonimir Freivogel: Amerykańskie krążowniki lekkie typu Omaha, "Okręty Wojenne" nr 4/1999(32), s. 18.